# Liste des comtés de l'Île-du-Prince-Édouard

Carte de l'Île-du-Prince-Édouard mettant en valeur le Comté de Queens.

Il y a actuellement 3 comtés dans l'Île-du-Prince-Édouard, montrés avec leur siège de comté :
- à l'est, le Comté de Kings, Georgetown
- à l'ouest, le Comté de Prince, Summerside
- au centre, Comté de Queens, Charlottetown

## Histoire
Les comtés datent d'un arpentage effectué par le capitaine Samuel Holland en 1764-1765.